# L'Histoire du village de Kamikuishiki
L'Histoire du village de Kamikuishiki (上九一色村物語, Kamikuishiki-mura Monogatari) est un jeu vidéo de stratégie de gestion de ressources. Ce dōjin satirique japonais est développé par HappySoft et publié par Aum Soft. Le jeu est commercialisé pour la plateforme PC-98 le 29 juin 1995. Le jeu satirise la secte Aum Shinrikyo, ainsi que l'attentat au gaz sarin dans le métro de Tokyo perpétré par ce dernier. Le jeu est parfois considéré à tort comme un outil de propagande éditée par la secte, alors que le jeu dépeint Aum et l'attentat négativement, en moquant ses membres et en montrant des extraits d'une couverture médiatique « humiliante »,,.
Le jeu utilise des full motion video, utilisant des enregistrements vidéos réels de la secte,,, ainsi que des images tirées de l'anime Chouetsu Sekai créé par la secte.

## Gameplay
Le joueur incarne Shoko Asahara, le dirigeant de la secte Aum Shinrikyo, qui doit gérer les opérations de l'organisation, collecter des ressources et endoctriner de nouveaux membres, avec l'objectif final de réaliser l'attentat au gaz sarin dans le métro de Tokyo,. Le jeu contient deux fins : soit le joueur gagne en exécutant l'attentat, soit Armageddon détruit le monde,,.
Le jeu est fortement axé sur le temps, et débute le 1er octobre 1989. Il se synchronise avec la réalité, avec la présence d'événements — non évitable par le joueur — qui s'alignent avec des actes de la secte tels que le meurtre de la famille Sakamoto le 4 novembre 1989 ou l'attentat au gaz sarin de Matsumoto le 27 juin 1994. Le joueur décide des actions du gourou : travail missionnaire, investir, solliciter de l'argent auprès des adeptes ou se reposer.

## Histoire
Il a été spéculé que le jeu a été produit par la secte en tant qu'outil de propagande créé par Aum Shinrikyo , dans la lignée de l'anime Chouetsu Sekai produit dans l'objectif d'endoctriner de nouveaux membres,. Le titre L'histoire du village de Kamikuishiki est une référence au village japonais éponyme, lieu principal de la secte,. Un article de Vice explique l'histoire du jeu et dissipe les spéculations sur Internet quant à l'objectif du jeu. Pour cela, le magazine contacte Sarah Hightower, une chercheuse indépendante travaillant dans le domaine du terrorisme intérieur, et une experte de la secte. Hightower indique que L'histoire du village de Kamikuishiki n'est pas de la propagande d'Aum Shinrikyo, mais une satire qui se moque du culte, et précise qu'il n'est pas conçu ni par Aum Shinrikyo, ni par  Aleph.

## Réception
Peut-être en raison du sujet, du prix et de la sortie officieuse, le jeu n'a jamais été examiné dans un magazine de jeu.